# Fūsk
Fūsk (persiska: فوسک, Qūshk) är en ort i Iran.   Den ligger i provinsen Kerman, i den östra delen av landet, 800 km sydost om huvudstaden Teheran. Fūsk ligger 1 826 meter över havet och antalet invånare är 120.
Terrängen runt Fūsk är kuperad åt nordväst, men åt sydost är den bergig. Runt Fūsk är det glesbefolkat, med 13 invånare per kvadratkilometer. Närmaste större samhälle är Deh-e Lūlū, 12,5 km nordväst om Fūsk. Trakten runt Fūsk är ofruktbar med lite eller ingen växtlighet.